# 韞玉灰蝶屬
韞玉灰蝶屬（又寫作溫玉灰蝶屬，學名：Celatoxia）是灰蝶科眼灰蝶亞科中的一個屬。物種分佈於印度至馬來半島一帶。

## 物種
- 指名韞玉灰蝶 （Celatoxia albidisca）
- Celatoxia carna
- 韞玉灰蝶 （Celatoxia marginata）